# Björn Kopplin
 Björn Kopplin (født 7. januar 1989) er en tysk fodboldspiller, der spiller som højre back for Randers FC. 